# Кодар (национальный парк)
Кодар — национальный парк в Забайкальском крае России.
Парк был создан 8 февраля 2018 года для сохранения уникального природный комплекса горно-таёжных лесов в бассейнах рек Витим и Чара, а также для охраны мест обитания редких видов животных. Национальный парк располагается в Кодарских горах, примерно в 500 километрах к северо-востоку от озера Байкал и занимает площадь 491 709,9 га.
Кодар состоит из двух кластеров:
- Северный кластер проходит по Кодарскому хребту, вдоль восточной границы Витимского заповедника;
- Южный кластер располагается на водоразделе долины реки Чара.

Климат резко континентальный, классифицируется как субарктический климат.
На территории парка насчитывается около 850 видов сосудистых растений. Широко распространены лиственница, сосна обыкновенная, кедровый стланик, березы растопыренная и каменная. Также в парке произрастают редкие растения, такие как рододендрон Адамса и рододендрон золотистый, которые внесены в Красную книгу Забайкальского края. Фауна национального парка «Кодар» ещё недостаточно исследована. На данный момент отмечено более 45 видов млекопитающих, более 150 видов птиц, 23 вида рыб и 350 видов насекомых. На территории национального парка встречается два таксона млекопитающих, занесённых в Красную книгу России: кодарский снежный баран и прибайкальский черношапочный сурок.